# Высочайшее благоволение
Благоволение Высочайшее — монаршая награда Российской империи, которой могли быть удостоены чиновники, военные и иные должностные лица, а также воинские части, отдельные управления и ведомства.

## История
Похожие выражения использовались московскими царями и в XVII веке, как, например, «сказание служилым людям царского жалованного слова», или «милостивого похваления» («похвальные грамоты»), или «спроса царя о здоровьи служилого человека» (см. воеводские наказы). В частности, царь Алексей Михайлович в награду воеводе князю Ромодановскому за усмирение взбунтовавшихся донских казаков в 1670 году «за его службу и промысел велел спросить о здоровье и жалует — службу милостиво похваляет», а также и подчинённое ему войско, о чём была послана ему грамота.
Выражение высочайшего благоволения в качестве официальной монаршей награды было употреблено Петром I 2 ноября 1696 года в адрес Бориса Шереметева и подчинённого ему войска.
Императрица Екатерина II в грамоте оренбургскому губернатору и жителям Оренбургского края выразила высочайшее благоволение за оказанную верность 1 мая 1774 года.
Высочайшее благоволение объявлялось рескриптом или высочайшим приказом.
Крестьян Великого княжества Финляндского с 1826 года награждали медалью «В знак монаршего благоволения».

## Условия объявления и преимущества награждённых
До 1859 года объявление благоволения регламентировалось различными высочайшими нормативно-правовыми актами. Как правило, этой награды не могли быть удостоены лица, имеющие чин ниже 8-го класса по Табели о рангах, причём военные могли быть удостоены высочайшего благоволения только в военное время.
Удостоенным такой монаршей награды не менее трёх раз убавлялся один год из 35 лет, определённых к выслуге для получения ордена Святого Владимира 4-й степени.
31 июля 1859 года Александр II утвердил Положение о наградах по службе. Положение не содержало требований к чину награждаемого благоволением. Устанавливалось, что благоволение может быть общим (объявляемым воинской части, отдельному управлению или ведомству) или именным. Указывалось, что высочайшее благоволение «зависит единственно от непосредственного Государя Императора Высочайшего благоусмотрения, и поэтому никаких представлений о том со стороны начальства не допускается». Предписывалось «удостоившемуся именного Высочайшего благоволения убавлять год из сроков, установленных к получению чинов и орденов за выслугу лет» (это преимущество не распространялось на лиц, удостоенных благоволения за смотры, парады, учения и т. п., а также на лиц, удостоенных благоволения до утверждения Положения).
Александр III в 1892 году разрешил министрам и главноуправляющим представлять подчинённых к награждению высочайшим благоволением.
Помимо высочайшего благоволения, российскими императорами практиковалось использование в рескриптах и высочайших приказах многих сходных форм поощрения: высочайшая благодарность, высочайшее удовольствие, высочайшая признательность и т. п. с определениями «искренняя», «сердечная», «особая», «душевная», «глубокая» и пр.